# Wing (chanteuse)
Pour les articles homonymes, voir Wing.
Wing Han Tsang, plus connue sous le nom de Wing, est une chanteuse sino-néo-zélandaise d'origine hongkongaise née en 1960, émigrée en Nouvelle-Zélande.

## Les débuts
Peu après son émigration de Hong Kong pour la Nouvelle-Zélande,Wing Han Tsan commença à chanter pour le plaisir, puis pour les patients des hôpitaux et des maisons de retraite autour et dans la ville de Auckland (où elle habite).
Encouragée par les avis favorables de ses auditeurs, elle enregistra un premier album à Manukau City intitulé « MUSICAL MEMORIES OF Les Miserables and The Phantom Of The Opera » incluant la chanson homonyme tirée de la comédie musicale d'Andrew Lloyd Webber, ainsi que quelques chansons populaires.

## Apparition Télévisée comme gueststar
- SportsCafe (Nouvelle-Zélande)
- Rove Live (Australie)
- The Russ Martin Show (États-Unis)
- South Park (S09/E03 Wing (South Park))

Wing passa également sur plusieurs radio et dans plusieurs émissions de télévisions néo-zélandaise.

## Discographie
- Musical Memories of Les Miserables and The Phantom of the Opera
- I Could Have Danced All Night
- The Sound of Music and the Prayer
- Wing Sings the Carpenters
- Wing Sings All Your Favorites
- Everyone Sing Carols With Wing
- Wing Sings The Songs You Love
- Beatles Classics By Wing
- Dancing Queen By Wing
- Wing Sings AC/DC
- Wing Sings Elvis
- Breathe
- Wing Sings More AC/DC
- Wing - One Voice
- Too Much Heaven
- Beat It
- Safe Computer